# آرثر ويلسون (مؤرخ)
آرثر ويلسون (بالإنجليزية: Arthur Wilson)‏ هو إداري ومؤرخ أسترالي، ولد في 1944.